# 아산 해암리 게바위
아산 해암리 게바위는 충청남도 아산시 인주면에 있다. 2006년 3월 7일 아산시의 향토문화유산 제12호로 지정되었다.

## 개요
염치읍에서 현대자동차공장으로 가는 624번 지방도로를 따라 7.3㎞ 지점에 해암2리(신성마을) 마을 회관 뒤 논 옆에 자리하고 있다. 1979년 삽교천방조제가 조성되기 전까지는 게 바위 주변까지 갯물(바닷물)이 들어왔으며 해암1리(긔해, 거해) 마을 쪽에 배가 정박하던 나루가 있었다. 현재 게바위 주변은 잔디와 석재로 말끔히 정비되어 있으며 1986년 7월 15일에 세워진비석과 아산시 향토문화유산으로 지정된 이후 설치된 문화재 안내판이 세워져 있다.